# Cordes (musique)

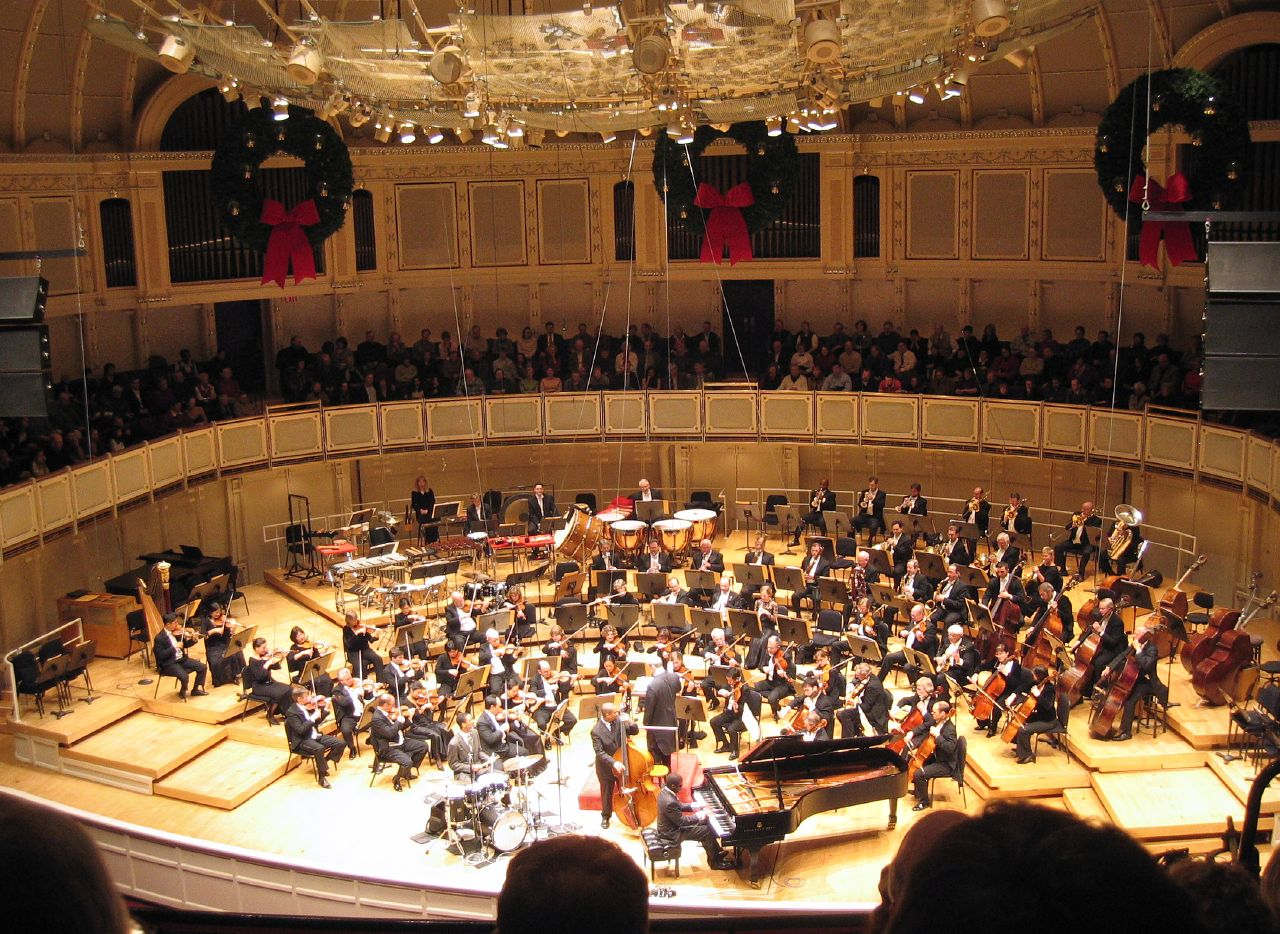
L'orchestre symphonique de Chicago se produit avec un groupe de jazz. Les sections de cordes sont à l'avant de l'orchestre, disposées en demi-cercle autour du chef d'orchestre.

Dans la musique classique pour orchestre, les cordes sont l'ensemble des pupitres constitués par les instruments à cordes frottées au moyen d'un archet.
Cet ensemble comprend généralement cinq pupitres :
- Premiers violons ;
- Seconds violons ;
- Altos ;
- Violoncelles ;
- Contrebasses.